# Viola obtusa
Viola obtusa (Makino) Makino – gatunek roślin z rodziny fiołkowatych (Violaceae). Występuje naturalnie w Japonii, na Półwyspie Koreańskim oraz na Tajwanie.

## Morfologia

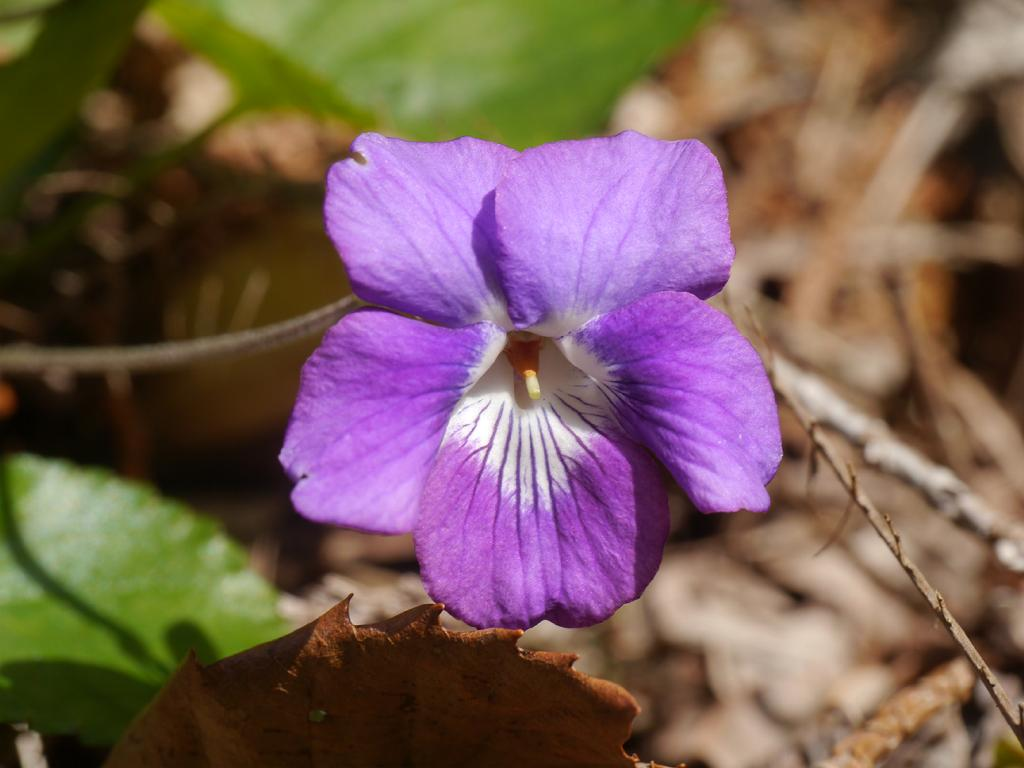
Kwiat

PokrójBylina dorastająca do 2–12 cm wysokości, tworzy kłącza. Łodyga jest wyprostowana lub wznosząca się.
LiścieBlaszka liściowa ma kształt od owalnego do nerkowatego. Mierzy 1,7–3 cm długości oraz 1,6–2,4 cm szerokości, jest karbowana na brzegu, ma sercowatą nasadę i ostry lub tępy wierzchołek. Ogonek liściowy jest nagi i ma 17–60 mm długości. Przylistki są owalne i osiągają 8–10 mm długości.
KwiatyPojedyncze, wyrastające z kątów pędów. Mają działki kielicha o lancetowatym kształcie i dorastające do 5–7 mm długości. Płatki są odwrotnie jajowate, mają purpurową barwę oraz 12 mm długości, dolny płatek posiada obłą ostrogę o długości 2–3 mm.
OwoceTorebki mierzące 15–18 mm długości i 11–12 mm średnicy, o niemal kulistym kształcie.

## Biologia i ekologia
Rośnie w zaroślach i na nasłonecznionych stokach. Preferuje gleby dobrze przepuszczalne, wilgotne, o kwaśnym lub obojętnym odczynie. Kwiaty zapylane są przez owady.